# El honorable señor Valdez
El honorable señor Valdez fue una telenovela mexicana  dirigida por Manolo García y producida por Valentín Pimstein para la cadena Televisa entre 1973 y 1974. Fue protagonizada por Ignacio López Tarso y María Elena Marqués.

## Argumento
Humberto Valdez es un hombre inteligente y padre de una bonita familia, sin embargo es de carácter tiránico y aprovechador. Está casado con la hermosa Sara y tiene dos hijos: Rosalba y Jesús. Frente a los demás Humberto finge ser un "honorable" hombre de negocios, pero además de sus maniobras ilícitas en el trabajo mantiene una relación extramarital con una mujer más joven, Andrea. Pero poco a poco la temible e imponente figura del "honorable Sr. Valdez" se quebrará cuando se descubra su doble vida y sus negocios sucios, lo que no sólo la traerá problemas con la justicia sino que le acarreará el rechazo y repudio de la gente y de su propia familia.

## Elenco
- Ignacio López Tarso - Humberto Valdez
- María Elena Marqués - Sara Valdez
- Nadia Milton - Rosalba Valdez
- Fernando Larrañaga - Jesús Valdez
- Jorge Lavat - Esteban
- Irma Lozano - Martha
- Fernando Borges - Miguel
- Anel - Andrea
- Sonia Amelio - Lola
- Raúl "Chato" Padilla - Don Carlos
- Josefina Escobedo - Sra. Solís
- Justo Martínez González - Tiburcio
- María Martín
- Guillermo Zarur
- Otto Sirgo
- Sandra Chávez
- Ada Carrasco

## Versiones
- El honorable señor Valdez es un remake de la telenovela El profesor Valdez producida por Valentín Pimstein para Telesistema Mexicano en 1962 y protagonizada por Francisco Jambrina y Beatriz Aguirre.

## Premios y nominaciones

### Premios ACE 1975
| Categoría                           | Nominado(a)         | Resultado |
| ----------------------------------- | ------------------- | --------- |
| Mejor actor de televisión escénica  | Ignacio López Tarso | Ganador   |
| Mejor actriz de televisión escénica | María Elena Marqués | Ganadora  |